# Daultan Leveillé
Pour les articles homonymes, voir Leveillé.
Daultan Leveillé (né le 10 août 1990 à Saint Catharines, dans la province de l'Ontario au Canada) est un joueur canadien de hockey sur glace.

## Biographie

### Ses débuts en junior
Daultan Leveillé est le fils de Fernand et Laurie Leveillé et issu d'une fratrie de cinq enfants : trois frères, Clayton, Cameron et Logan, ert une sœeur, Whitney. Il grandit en prenant pour exemple Joe Sakic et Peter Forsberg. Leveillé commence sa carrière en jouant en 2005-2006 avec les Falcons de St. Catharines dans la ligue midget AAA. Lors de la saison suivante, il joue toujours avec l'équipe de sa ville dans la Golden Horseshoe League, une division de l'Association de hockey de l'Ontario de niveau B. L'équipe des Falcons remporte alors le championnat 2006-2007 de la GHL avant de perdre la saison suivante en finale d'association. Lors des séries de 2008, Leveillé est le meilleur pointeur de sa formation avec 30 réalisations.
Il est choisi lors du repêchage d'entrée dans la Ligue nationale de hockey en 2008 par les Thrashers d'Atlanta. 29e joueur sélectionné lors du premier tour, il est le deuxième choisi par la franchise de la LNH après Zach Bogosian, sélectionné troisième au total et également le premier joueur d'une ligue de rang B sélectionné par une équipe au premier tour d'un repêchage.

### Carrière universitaire
La saison suivante, il fait ses débuts universitaires avec les Spartans de Michigan State qui évolue dans la Central Collegiate Hockey Association, division de la NCAA. Il ne manque pas un seul des matchs des 38 rencontres disputées par les Spartans au cours de la saison 2008-2009. Avec 17 points, il est le deuxième meilleure de son équipe derrière Matt Schepke. Leveillé est désigné meilleur joueur recrue de son équipe et reçoit une mention honorable pour l'équipe des recrues de la CCHA. Il inscrit huit points de plus lors de la saison 2009-2010 et termine cinquième pointeur des Spartans.
Il joue sa dernière saison avec l'Université d'État du Michigan en 2010-2011 et manque quatre rencontres en fin de saison en raison d'une rupture du ligament croisé au cours d'un match de février. Il joue au total 110 rencontres universitaires pour 23 buts et 37 aides.

### Carrière professionnelle
Fin avril 2014, il rejoint les Dragons de Rouen dans le championnat de France.

## Statistiques
| Saison    | Équipe                     | Ligue        |    | Saison régulière | Saison régulière | Saison régulière | Saison régulière | Saison régulière |    | Séries éliminatoires | Séries éliminatoires | Séries éliminatoires | Séries éliminatoires | Séries éliminatoires |
| Saison    | Équipe                     | Ligue        | PJ | B                | A                | Pts              | Pun              | PJ               | B  | A                    | Pts                  | Pun                  |                      |                      |
| 2005-2006 | Falcons de St. Catharines  | Midget AAA   | 46 | 25               | 31               | 56               | 32               | -                | -  | -                    | -                    | -                    |                      |                      |
| 2006-2007 | Falcons de St. Catharines  | GHL          | 48 | 19               | 26               | 45               | 30               | -                | -  | -                    | -                    | -                    |                      |                      |
| 2007-2008 | Falcons de St. Catharines  | GHL          | 45 | 29               | 27               | 56               | 38               | 16               | 14 | 16                   | 30                   | 14                   |                      |                      |
| 2008-2009 | Spartans de Michigan State | NCAA         | 38 | 9                | 8                | 17               | 12               | -                | -  | -                    | -                    | -                    |                      |                      |
| 2009-2010 | Spartans de Michigan State | NCAA         | 38 | 6                | 19               | 25               | 16               | -                | -  | -                    | -                    | -                    |                      |                      |
| 2010-2011 | Spartans de Michigan State | NCAA         | 34 | 8                | 10               | 18               | 18               | -                | -  | -                    | -                    | -                    |                      |                      |
| 2011-2012 | Spartans de Michigan State | NCAA         | 21 | 3                | 6                | 9                | 4                | -                | -  | -                    | -                    | -                    |                      |                      |
| 2012-2013 | Bulldogs de Hamilton       | LAH          | 19 | 0                | 2                | 2                | 4                | -                | -  | -                    | -                    | -                    |                      |                      |
| 2012-2013 | Nailers de Wheeling        | ECHL         | 25 | 4                | 3                | 7                | 6                | -                | -  | -                    | -                    | -                    |                      |                      |
| 2012-2013 | Bulls de San Francisco     | ECHL         | 6  | 2                | 1                | 3                | 0                | -                | -  | -                    | -                    | -                    |                      |                      |
| 2013-2014 | IceMen d'Evansville        | ECHL         | 66 | 22               | 25               | 47               | 26               | -                | -  | -                    | -                    | -                    |                      |                      |
| 2014-2015 | Dragons de Rouen           | Ligue Magnus | 26 | 9                | 8                | 17               | 12               | 4                | 1  | 1                    | 2                    | 2                    |                      |                      |
| 2015-2016 | Senators de Binghamton     | LAH          | 5  | 1                | 1                | 2                | 2                | -                | -  | -                    | -                    | -                    |                      |                      |
| 2015-2016 | IceMen d'Evansville        | ECHL         | 55 | 24               | 20               | 44               | 26               | -                | -  | -                    | -                    | -                    |                      |                      |
| 2016-2017 | Jackals d'Elmira           | ECHL         | 12 | 3                | 5                | 8                | 0                | -                | -  | -                    | -                    | -                    |                      |                      |
| 2016-2017 | Thunder de Wichita         | ECHL         | 10 | 0                | 3                | 3                | 8                | -                | -  | -                    | -                    | -                    |                      |                      |
| 2016-2017 | Beast de Brampton          | ECHL         | 9  | 1                | 1                | 2                | 4                | 1                | 0  | 0                    | 0                    | 0                    |                      |                      |